# 栄橋 (広島市)
栄橋（さかえばし）は、広島県広島市の京橋川にかかる道路橋。現存する被爆橋梁の1つ。

## 概要
上流側に架かる水管橋は、1924年（大正13年）5月竣工、落橋に伴い1930年（昭和5年）ごろ架替。橋長86.2m、上部工:下路式鋼ワーレントラス橋、下部工:RC構造。下部工と両岸にあるレンガ張りの管防護工が現存する被爆建造物。
JR広島駅から市内中心部へ結ぶ橋の1つ。上流に常盤橋、下流に猿猴川と分流点「台屋の出鼻」がある。東詰交差点が城北通り（広島県道37号広島三次線）の交点となる。
2008年現在、京橋・比治山橋・猿猴橋・荒神橋・観光橋と共に、現存する被爆橋梁である。ちなみに、その中で唯一拡幅工事を行っている橋である。

## 諸元
- 路線名 : 広島市道南1区6号線
- 橋長 : 87.22m
- 幅員 : 7.2m
- 上部工
  - 車道 : RC3径間連続T桁、RC2径間連続T桁、RC3径間連続T桁（計8径間）
  - 歩道 : 鋼8径間単純H桁
- 下部工 : RC?式橋台2基、RC（一部鋼管）多柱式橋脚7基
- 基礎工 : ?

## 歴史
藩政時代、ここは大須賀渡しといわれた渡し場であった。明治初期、広島駅から広島城鎮台を結ぶ道は猿猴橋から京橋を渡る西国街道筋しかなかった。1906年（明治39年）3月に熊谷栄次郎が木橋を架橋。橋名は、この人の名から一字をとったものである。大正の終わり頃（1920年代半ば）学童の水泳大会が行われ活況を呈し、栄橋は広島競泳発祥の地ともいわれる。1928年（昭和3年）6月暴風雨により隣の水管橋と共に被害を受け落橋したため、1930年（昭和5年）10月に鉄筋コンクリート橋に再架橋された。
1945年（昭和20年）8月6日、原爆被災（爆心地より約1.51km）。たもとにあった電話ボックスや橋の欄干は吹き飛んだが、爆風方向に架かっていたため落橋はせず、被害は少なかった。隣の水管橋も被爆に耐えた。そのため、広島市内から当時救護所に指定されていた東練兵場（現在の東区光町・若草町一帯）への避難経路として使われた（原民喜の小説「夏の花」には被爆当時の橋についての描写がある）。橋の上は、イワシをならべたように死人や重傷者が倒れていた。当時は東詰の北側から、南西方向に宮島がハッキリと見えたという。
戦後補修され現在も使用されている。1971年（昭和46年）に歩道拡幅工事を行い、建設当時の石製欄干から現在の鋼製のものに換えられている。

## 周辺
京橋川の右岸、特にこの橋から下流の京橋までの間にはさまざまな造りの雁木が約20mおきに残っている。現在判明している限りにおいて全国最大の河川舟運用の雁木群である。また、右岸は東部河岸緑地として整備され、ここから下流は市内でも有数の桜の名所であり、霧の噴水や、京橋川オープンカフェが整備されている。なお、東詰交差点のすぐそばに河合塾広島校がある。
西岸上流側の広島市立幟町中学校の裏・縮景園の隣のあたりは通りぬけできない袋小路で「都市の死角」となっていて、以前はゴミが散乱していた状況であったが、今は地元住民により公園整備され「栄橋ひろば」として開放されている。